# Frontière entre la Bosnie-Herzégovine et la Serbie
La frontière entre la Serbie et la Bosnie-Herzégovine est la frontière terrestre internationale entre la Serbie et la Bosnie-Herzégovine.

## Tracé
Il commence au nord au niveau du tripoint entre la Serbie, la Bosnie-Herzégovine et la Croatie sur la rivière Sava, puis se dirige vers l'est en direction de Sremska Rača le long des rives de la Drina, puis suit le cours de cette rivière vers  Kamenica pour prendre la direction du sud-est du pays. Il traverse ensuite la partie supérieure de Stolac (1 673 m), traverse la rivière Crni Rzav, atteint les rivières Uvac et  Lim, à l'ouest de la ville de Priboj et la ligne sinueuse jusqu'à Javorje. Au sud, il  se termine au tripoint entre Serbie, Bosnie-Herzégovine et Monténégro. Cette frontière est soulignée par la rivière Drina et s'étend entre la Serbie centrale et la partie sud-est de la république de Serbie de Bosnie-Herzégovine.

## Histoire
La frontière a été définie par le congrès de Berlin de 1878 après que l’Empire ottoman a reconnu l'indépendance du royaume de Serbie et a été maintenue lorsqu'en 1908 la Bosnie-Herzégovine a été incorporée dans l’Empire austro-hongrois. Après la Première Guerre mondiale (1918), les deux territoires sont devenus partie du royaume de Yougoslavie, et après la Seconde Guerre mondiale, ils sont devenus partie de la république fédérative socialiste de Yougoslavie. Après la dislocation de la Yougoslavie et la guerre de Bosnie, cette dernière est devenue indépendante. La frontière a atteint son tracé définitif en 2006, après que le Monténégro s'est séparé de la Serbie.